# Erysimum raulinii
Erysimum raulinii är en korsblommig växtart som beskrevs av Pierre Edmond Boissier. Erysimum raulinii ingår i släktet kårlar, och familjen korsblommiga växter. Inga underarter finns listade i Catalogue of Life.

## Bildgalleri

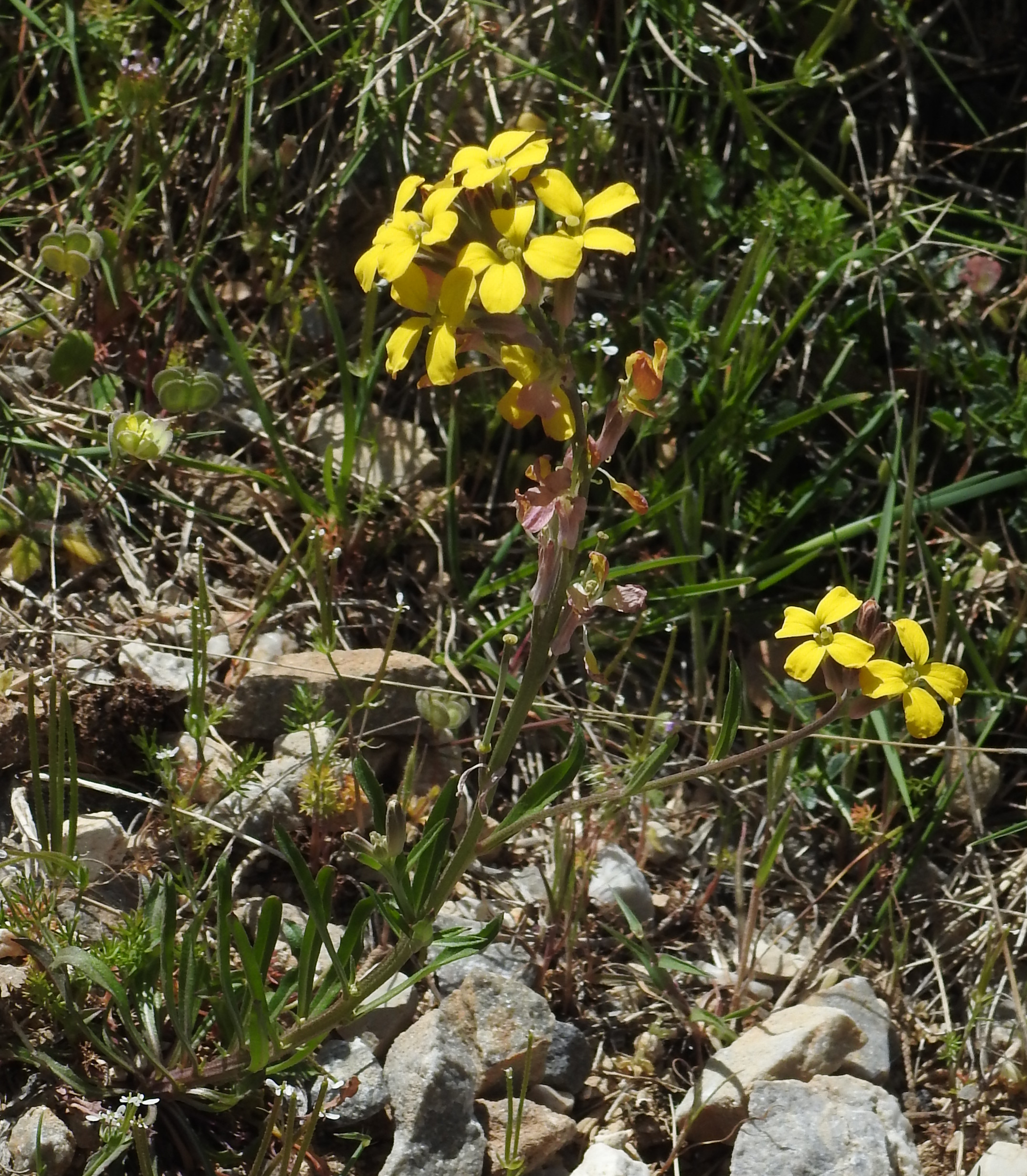